# Haʻafuasia
Haʻafuasia ist ein Dorf im Distrikt Hahake im Königreich Uvea, welches als Teil des französischen Überseegebiets Wallis und Futuna zu Frankreich gehört.

## Lage
Haʻafuasia liegt im Südosten des Distrikts Hahake an der Küste und grenzt im Süden an Lavegahau und im Norden unmittelbar an Falaleu. Die Insel, auf der sich das Dorf befindet, Uvea, gehört zu den Wallis-Inseln.
Westlich von Haʻafuasia befindet sich der Lac Kikila (deutsch Kikila-See).